# Ninju
Ninju (japanisch 仁寿) ist eine japanische Ära (Nengō) von  Juni 851 bis Dezember 854 nach dem gregorianischen Kalender. Der vorhergehende Äraname ist Kachō, die nachfolgende Ära heißt Saikō. Die Ära fällt in die Regierungszeit des Kaisers (Tennō) Montoku. 
Der erste Tag der Ninju-Ära entspricht dem 1. Juni 851, der letzte Tag war der 22. Dezember 854. Die Ninju-Ära dauerte vier Jahre oder 1301 Tage.

## Ereignisse
- 853 Prinz Kazurawara (葛原親王), dritter Sohn des Kammu Tennō stirbt